# Русловая ГЭС

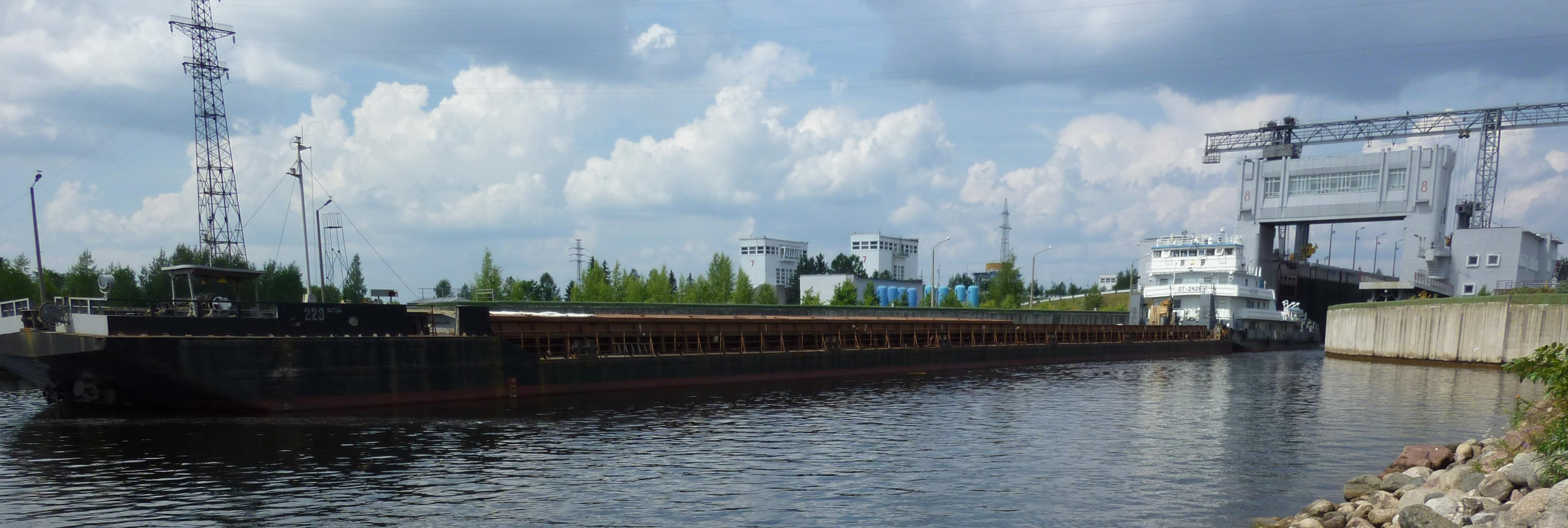
Шекснинская ГЭС, равнинная русловая станция

Русловая гидроэлектростанция — гидроузел, сооружения которого располагаются в пределах речного русла и выходят на берега реки в незначительных пределах по сравнению с размерами самого гидротехнического сооружения. Напор создаётся плотиной, водосбросными сооружениями и зданием станции, образующими напорный фронт, таким образом одна из стен здания станции воспринимает статический напор воды. Как правило являются низконапорными гидроузлами, но в случае горного рельефа к ним могут относиться также высоконапорные ГЭС.
К русловым ГЭС относятся только плотинные и приплотинные станции, которые не прерывают естественное течение реки, в отличие от деривационных станций.
Различают русловые ГЭС с водохранилищем, незначительно превышающим пределы поймы или каньона реки (англ. run-of-the-river), и гидроузлы с более обширными водоемами из-за пониженного равнинного рельефа в верхнем течении.
В силу своих характеристик считается, что пойменнорусловые ГЭС оказывают минимальное воздействие на окружающую среду по сравнению с другими видами напорных речных гидроузлов. Из-за небольшой площади водохранилищ и из-за ограничений на допустимые изменения уровня верхнего бьефа, гидроузлы этого вида либо не способны осуществлять регулирование стока, либо могут осуществлять только сглаживание паводков путём суточного регулирования стока.